# Menerbès
El Menerbès (en occità Menerbés, en francès Minervois) és un Parçan o comarca d'Occitània situat al Llenguadoc. El cap n'és la vila de Menèrba (o Minerve).
El Menerbès és format pels antics territoris del vescomtat de Menerba, el qual sorgí com a part del vescomtat de Narbona, al nord-oest del narbonès.
Segons la proposta de divisió territorial d'Occitània del diari Jornalet, basada en l'obra de Frederic Zégierman Le Guide des pays de France, el Menerbès estaria ubicat a la regió del Llenguadoc, subregió del Baix Llenguadoc.
Oficialment, els municipis del Menerbès estan adscrits administrativament al departaments francesos de l'Aude i de l'Erau.